# Loup Durand
Pour les articles homonymes, voir Durand.
Loup Durand, pseudonyme de Louis André Durand, est un écrivain et scénariste français, né le 18 septembre 1933 à Flassans-sur-Issole (Var) et mort le 18 avril 1995 à Paris.

## Biographie
Après des études universitaires à Marseille, Aix-en-Provence, Londres et New York, il a exercé les métiers les plus divers : barman, docker, assistant-commissaire de bord, interprète – il connaît une demi-douzaine de langues – et surtout journaliste pour le compte d'agences de presse américaines. Il est l'auteur d'une vingtaine de romans policiers dont certains sous pseudonyme : les pseudonymes collectifs « H. L. Dugall » avec Henri Galissian et « Michaël Borgia » avec Pierre Rey. Il a également écrit la Porte d'or, prix du Quai des Orfèvres 1967 et Un Amour d'araignée, prix du roman d'aventures 1976. Il considérait ses premières œuvres comme un passe-temps.
Il commence sa carrière d’écrivain professionnel à l’âge de quarante-trois ans.
Lors d'une émission Apostrophes en 1987 où il était invité pour présenter son nouveau roman Daddy, Bernard Pivot l'a présenté comme le prête-plume de Paul-Loup Sulitzer, en brandissant La Femme pressée.
Loup Durand fut également scénariste pour la bande dessinée (Daddy, Le Maltais, TNT), pour le cinéma (Dancing Machine avec Alain Delon et Claude Brasseur) et la télévision. Daddy a été adapté après sa disparition en 2003.
Marié à une Française rencontrée au Cambodge, père d'un enfant, Loup Durand, qui a visité plus de cent trente pays, a résidé aux Baléares.

## Publications

### Romans
- La Porte d'or, sous le pseudonyme de H. L. Dugall, avec Henri Galissian (prix du Quai des Orfèvres 1967)
  - Paris : Fayard, 1967, 191 p.

- Un Temps pour tuer, sous le pseudonyme de H. L. Dugall, avec Henri Galissian
  - Paris : Fayard, 1969, 189 p.

- Le Caïd : récit
  - Paris : Denoël, 1976, 372 p.
  - Paris : le Livre de poche, 1977, 702 p. (Le Livre de poche ; 4974).  (ISBN 2-253-01722-1)

- Un amour d'araignée (prix du roman d'aventures 1976)
  - Paris : Librairie des Champs-Élysées, 1976, 188 p. (Le Masque ; 1432).   (ISBN 2-7024-0485-5)
  - Paris : Librairie des Champs-Élysées, 1981, 187 p. (Club des masques ; 447).  (ISBN 2-7024-1123-1)

- TNT, série de 9 romans publiés chez Robert Laffont entre 1978 et 1980, avec Pierre Rey, sous le pseudonyme de Michaël Borgia
  - Les Sept cercles. Paris : R. Laffont, 1978, 249 p. (T.N.T. ; 1). Rééd. avec des ill. de Christian Denayer. Bruxelles : C. Lefrancq, 1991, 222 p. (TNT. ; 1) (Collection d'aventure ; 4).   (ISBN 2-87153-054-8)
  - Le Grand congélateur. Paris : R. Laffont, 1978, 248 p. (T.N.T. ; 2)
  - La Bête du Goulag. Paris : R. Laffont, 1978, 252 p. (T.N.T. ; 3)
  - Huit petits hommes rouges. Paris : R. Laffont, 1978, 244 p. (T.N.T. ; 4).   (ISBN 2-221-00025-0)
  - Les Jeux d'Hercule. Paris : R. Laffont, 1978, 242 p. (T.N.T. ; 5).   (ISBN 2-221-00018-8)
  - Terminus Eldorado. Paris : R. Laffont, 1979, 245 p. (T.N.T. ; 6).   (ISBN 2-221-00035-8)
  - Le Grand chaperon noir. Paris : R. Laffont, 1979, 248 p. (T.N.T. ; 7).  (ISBN 2-221-00336-5)
  - Les Cobras de Lilliput. Paris : R. Laffont, 1979, 249 p. (T.N.T. ; 8).  (ISBN 2-221-00391-8)
  - Le 10e mari de Barbe-Bleue. Paris : R. Laffont, 1980, 249 p. (T.N.T. ; 9).   (ISBN 2-221-00522-8)

- Jaraï
  - Paris : Denoël, 1980, 508 p.
  - Paris : Librairie générale française, 1989, 670 p. (Le Livre de poche ; 6602).   (ISBN 2-253-04915-8)
  - Paris : Kailash, 2006, 503 p. (Les Exotiques).   (ISBN 2-84268-123-1)

- La Porte de Kercabanac
  - Paris : Denoël, 1982, 284 p.   (ISBN 2-207-22782-0)
  - Sous le nouveau titre Les Cavaliers aux yeux verts : la porte de Kercabanac. Paris : Denoël, 1991
  - Paris : Librairie générale française, 1989, 475 p. (Le Livre de poche ; 6640).   (ISBN 2-253-04997-2)

- Le Seigneur des tempêtes
  - Paris : Denoël, 1983, 210 p. (Sueurs froides ; 19).   (ISBN 2-207-22883-5)
  - Paris : Denoël, 1990, 210 p. (Sueurs froides).  (ISBN 2-207-23726-5)

- Daddy (prix Maison de la Presse 1987)
  - Paris : Olivier Orban - Édition no 1, 1987, 422 p.   (ISBN 2-85565-349-5)
  - Paris : le Grand livre du mois, 1987, 422 p.  (ISBN 2-85565-349-5)
  - Paris : France loisirs, 1987, 487-VIIp.  (ISBN 2-7242-3558-4)
  - Version condensée : Sélection du Reader's digest, 1988. (Sélection du livre ; 158).   (ISBN 9782709802666). Avec les romans Le Royaume de Carter de Wilbur Wright, La Dame du Nil de Pauline Gedge et Le Marcheur du pôle de  Jean-Louis Étienne.
  - Paris : Presses pocket, 1988, 439 p. (Presses pocket ; 3144).   (ISBN 2-266-02265-2)
  - Paris : Pocket, 2000, 439 p. (Presses pocket ; 3144).  (ISBN 2-266-10781-X)

- Le Jaguar
  - Paris : Olivier Orban, 1989, 415 p.  (ISBN 2-85565-482-3)
  - Paris : le Grand livre du mois, 1989, 415 p.
  - Paris : France loisirs, 1990, 464-X p.  (ISBN 2-7242-4972-0)
  - Paris : Presses pocket, 1991, 410 p. (Presses pocket ; 3541).   (ISBN 2-266-03760-9)
  - Paris : Pocket, 1996, 410 p. (Pocket ; 3541).   (ISBN 2-266-07104-1)

- Le Grand Silence
  - Paris : Plon, 1994, 361 p. (Feux croisés).  (ISBN 2-259-02704-0)
  - Paris : le Grand livre du mois, 1994, 361 p.
  - Paris : France loisirs, 1995, 361 p.   (ISBN 2-7242-8296-5)
  - Paris : Pocket, 1996, 361 p. (Pocket ; 10013).  (ISBN 2-266-06682-X)

### Essai
- Pirates et barbaresques en Méditerranée. Avignon : Aubanel, 1975, 264 p.-[12] f. de pl. (Histoire du Sud).  (ISBN 2-7006-0057-6)

### Bandes dessinées
- TNT, dessins de Christian Denayer
  - Volume 1, Octobre. Bruxelles : C. Lefrancq, 1989, 48 p. (BDévasion ; 1).   (ISBN 2-87153-017-3)
  - Volume 2, Les 7 cercles de l'enfer. Bruxelles : C. Lefrancq, 1991, 48 p. (BDévasion ; 5).  (ISBN 2-87153-041-6)
  - Volume 3, La Horde d'or, dessins de Franck Brichau. Bruxelles : C. Lefrancq, 1993, 48 p. (BDévasion ; 13).  (ISBN 2-87153-114-5)
- Le Maltais, dessins de Laurent Verron
  - Volume 1, On peut toujours négocier. Bruxelles : C. Lefrancq, 1991, 48 p. (BDévasion ; 6).  (ISBN 2-87153-057-2)
  - Volume 2, Les Sept samouraïs et demi. Bruxelles : C. Lefrancq, 1993, 48 p. (BDévasion ; 15).   (ISBN 2-87153-129-3)
  - Volume 3, Mao Mao Mao. Bruxelles : C. Lefrancq, 1994, 48 p. (BDévasion).  (ISBN 978-2871531838)
- Daddy, dessins de René Follet. Prix 1992 de la bande dessinée de Maisons-Laffitte
  - Volume 1. Bruxelles : C. Lefrancq, 1992, 56 p. (BDécrivain ; 5).  (ISBN 2-87153-035-1). Rééd. C. Lefrancq, 1995, 56 p. (BDécrivain ; 35).   (ISBN 2-87153-204-4)
  - Volume 2. Bruxelles : C. Lefrancq, 1992, 56 p. (BDécrivain).  (ISBN 2-87153-103-X). Rééd. C. Lefrancq, 1995, 56 p. (BDécrivain ; 36).   (ISBN 2-87153-205-2)
- Les Cavaliers aux yeux verts, illustrations Didier Courtois. Bruxelles : C. Lefrancq, 1992, 56 p. (BDécrivain).   (ISBN 2-87153-095-5)

### Dramatiques radiophoniques
- Chrissie, Première diffusion : Radiodiffusion française, Marseille, 22/11/1963
- Nathanael, Première diffusion : Radiodiffusion française, Marseille et Inter-Variétés, 23/10/1964

## Filmographie

### En qualité de scénariste
- 1974 : Les Brigades du Tigre
- 1990 : Dancing Machine, film de Gilles Béhat avec Alain Delon et Claude Brasseur.

### En qualité d'auteur de l'œuvre adaptée
- 1989 : Les Cavaliers aux yeux verts, téléfilm de Michel Wyn d'après le roman La Porte de Kercabanac, avec Xavier Deluc, Irène Papas et Jean-François Garreaud.
- 1997 : L'Amour en embuscade, film de Carl Schultz d'après Jaraï, avec  Jacques Perrin, Sigrid Thornton, Gary Sweet.
- 2003 : Daddy (ru), téléfilm de Giacomo Battiato, avec Thomas Sangster.